# Янош Кобор
Янош Кобор (угор. Kóbor János; 17 травня 1943, Будапешт – 6 грудня,  2021, Будапешт) — угорський співак, лауреат премії Кошута і Ференца Ліста, на прізвисько «Мекі», фронтмен Omega.

## Біографія
Народився в Будапешті. Син Яноша Кобора та Єви Рейнауер, його батьки працювали у сфері фінансів. Дитячі канікули провів у Батасеку зі своїми швабськими родичами. Спочатку він хотів бути спортсменом, досяг хороших результатів у бігу з бар'єрами, але через травму змушений був відмовитися від спортивної кар'єри. Його дід і дядько по батьковій лінії були архітекторами, тому він вирішив також вивчати архітектуру.
Свій перший ансамбль заснував з однокласниками як учень гімназії імені Аттіли Йожефа. Інструменти були обрані шляхом жеребкування, Кобор виграв ритм-гітару, барабанщиком став басист Іштван Варшаньї, а барабанщик Йожеф Лаукс був єдиним, кому не дали свій інструмент за жеребкуванням. Пізніше Лаукс приєднався до Benkó Dixieland Band, а Кобор і Варшаньї сформували ансамбль Cyclone, в тому числі з соло-гітаристом Андрашем Ковачичем. Їхній репертуар складався з інструментальних західних номерів.
У 1962 році разом із Ковачичем та Варшанії їм вдалося реалізувати свій задум і створити гурт Омега. 1964 року приєднався колишній однокласник Лаукс.
Західні хіти продовжували оброблятися в перші роки. У той час Ласло Бенко також співав разом із Кобором, кілька разів Жужою Конч, а також Тамаш Сомло та Марія Віттек. Однак у другій половині шістдесятих Омега вже співав більшість власних хітів Омеги, і він є єдиним сольним співаком у піснях, записаних з 1971 року.

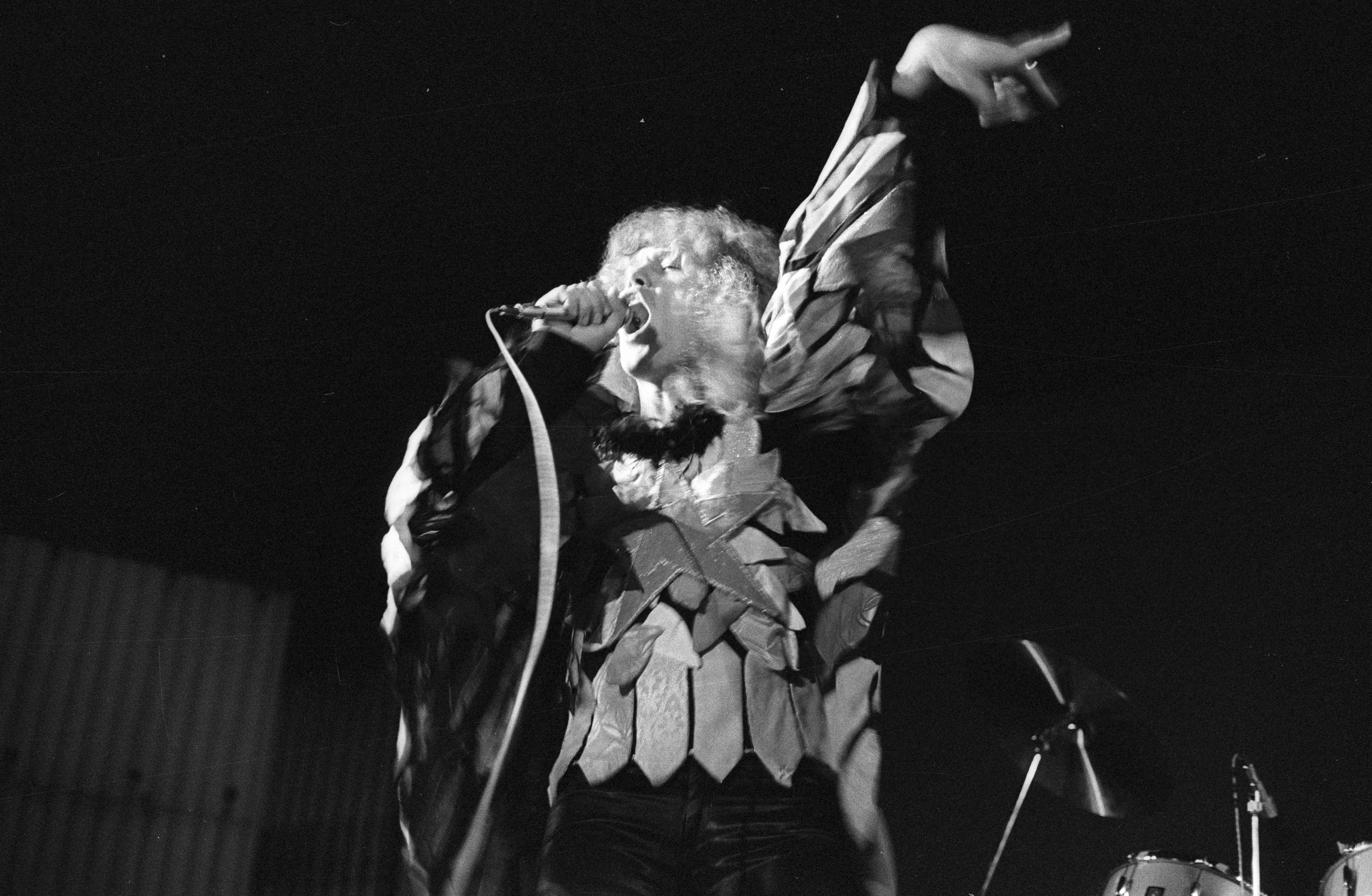
У 1978 році

Він також співає на англійських альбомах, за винятком Omega Red Star з Угорщини 1968 року, коли він не зміг поїхати до Англії, і Transcendent 1996 року, на якому він співав лише разом із голландцем Едвіном Балогом. Припинив грати на гітарі за порадою Габора Прешшера в 1970 році, і тільки під час туру Omega він повернув інструмент на шию, у пісні під назвою His Dream is a Picture.
При написанні пісень 1970- х років його головним завданням було узгодити мелодію і текст, в цих піснях його ім'я записано між композитором і автором текстів. Він також написав кілька текстів самостійно: Hűtlen barátok, Régvárt kedvesem, Helló, Elefánt! (не записано), Addig élj, Ne legyen / Never feel shame.
Його співоча кар'єра майже повністю пов'язана з Omega, але водночас він брав участь у виробництві кількох записів на студії Omega як продюсер, музичний керівник та звукорежисер. Його першою співпрацею в інших постановках був концерт Scorpions у Будапешті та Кошицях в 2009 році. 2010 року він випустив альбом Omega Rhapsody, який був названий сольним альбомом, але його назва також показує, що це переважно матеріал, пов'язаний з Омегою. 2011 року робота була показана в прямому ефірі. Угорська версія подвійного альбому Omega Symphony &amp; Rhapsody вийшла 2012 року, а потім альбом Omega Oratorio у 2013 році, який виконувався наживо на церковних концертах. Це послужило мотивацією для ремонту вежі костелу в Баташеку. 2014 року давнє бажання Кобора здійснилося — він зміг дати концерт на честь 25-ї річниці зміни режиму на площі Героїв. На концерті також виступили The Scorpions, Кобор заспівав Wind of Change з Клаусом Майне. 2018 року, як додаткова постановка до першої добірки шоу «Пісня», виконав обробку Old Chicks разом з Balkan Fanatics. Він також був винятковим гостем на концерті Ференца Дем'єна наприкінці року в 2019 (який, як виявилося, був його останнім сценічним виступом): він виконав три пісні Omega та пісню Demjén Sohase félj у дуеті. Він також зробив власну демонстрацію останнього відео, опублікованого на сторінці Omega у Facebook.

## Особисте життя

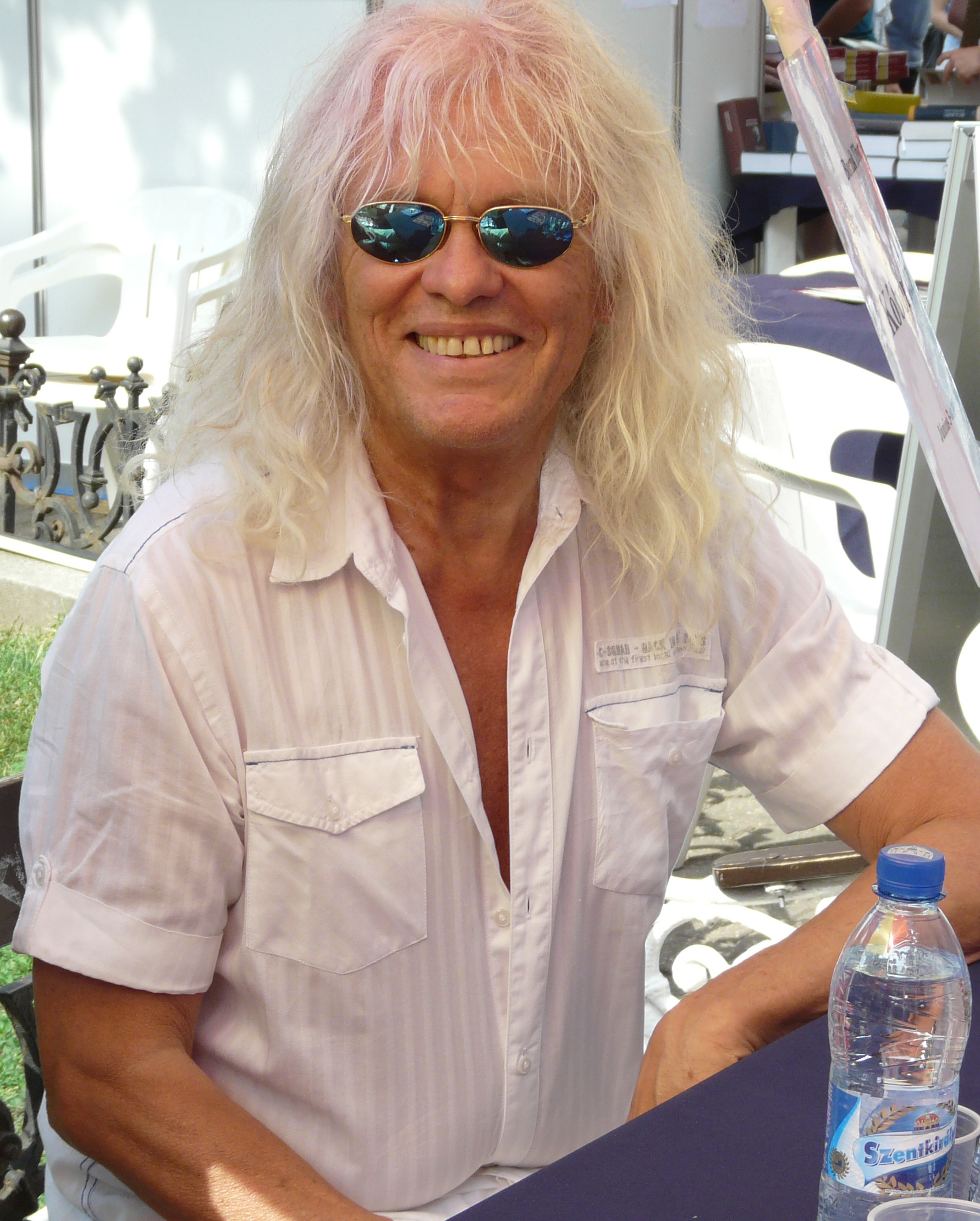
У 2011 році

Його перша дружина народила сина (Даніель, 1976 р.), який працює техніком. У липні 2008 року одружився вдруге і одружився з Деме Жокою, молодшою за нього на 23 роки, у Балатонализі, від якої народилася дочка (Лена, 2007). Через Даніеля він був дідусем двох онуків (Софія Ханга, 2018; Сара, 2020), але він також любив маленьку дівчинку Ельзу, яка народилася від старшої дочки його другої дружини. Він не вважав себе типовим дідом.
В Будапештському технологічному університеті він здобув ступінь магістра архітектури, але ніколи не працював у цій галузі. Раніше займався спортом, але кинув через травму. Його хобі був вітрильний спорт, яким він займався в Балатоналіге, але не на змаганнях, тому що, за його словами, йому не подобалося ходити по Фіксованому маршруту.
Янош Кобор помер від коронавірусної інфекції під час пандемії Covid19.
Прощання з Яношем Кобором відбулося 17 грудня 2021 року в базиліці Святого Стефана. Траурну месу відслужив єпископ-помічник Габор Мохош. На церемонії Кароль Френрайс виступив з прощальною промовою від імені товаришів по команді, а Ласло Газдаг від імені фан-клубу «Омега». Серед інших на церемонії з’явилися Ференц Дебрецені, Дьордь Молнар, Феро Надь, Жолт Гьомори та Аттіла Патакі. Траурну месу транслювали в прямому ефірі громадські ЗМІ та TV2.